# Pouligney-Lusans
Pouligney-Lusans är en kommun i departementet Doubs i regionen Bourgogne-Franche-Comté i östra Frankrike. Kommunen ligger i kantonen Roulans som tillhör arrondissementet Besançon. År 2022 hade Pouligney-Lusans 850 invånare.

## Befolkningsutveckling
Antalet invånare i kommunen Pouligney-Lusans
Referens:INSEE